# Topkok (televisieprogramma)
Topkok was een kookwedstrijd met amauteurkoks, die in 2006 op de Nederlandse televisiezender Tien werd uitgezonden. Het programma werd gepresenteerd door Caroline Tensen.
In twee rondes moesten de koks proberen om van alle kandidaten die meedoen aan de voorselectie de beste te worden. In de eerste ronde moesten de kandidaten laten zien hoeveel zij van het vak af wisten. In de tweede ronde begon het koken. Hierbij beoordeelde een deskundige jury - bestaande uit de koks Joop Braakhekke en Robert Kranenborg - de kookkunsten van de kandidaten. Zij kozen uiteindelijk twee personen die mochten koken in de studio. Hier werd bepaald welke kandidaat door ging naar de volgende ronde of afviel. De winnaar mocht een jaar lang gratis boodschappen doen bij Albert Heijn. 
Topkok werd geproduceerd door REP (Rick Engelkes Producties). Eindredactie Peter Belt, uitvoerend producent Diana Pattiselanno. 